# Kenn Navarro
Kenn Navarro, diretor de animação da série flash chamada Happy Tree Friends.

## Início da vida
Mesmo tendo nascido em Manila, em Filipinas, Kenn jamais conseguiu ficar longe de um bom desenho animado, video game ou revista em quadrinhos. Suas paixões acabaram levando-o a inscrever-se no curso de animação no San Francisco State University em 1995. Na verdade, Kenn havia-se matriculado no curso de artes, com ênfase em design gráfico, só que, influenciado por um amigo, acabou escolhendo animação. Interessado, Kenn assistiu algumas aulas e em pouco tempo se apaixonou pelo processo. Ele havia encontrado a sua vocação.

## Carreira
Quando Kenn começou a trabalhar na Mondo Mini Shows, ou conhecido como "Mondo Media", em 1998, a empresa estava deixando de ser um escritório de produção de jogos e animação para se tornar um estúdio totalmente preparado para a criação e distribuição de conteúdo online. Após ter trabalhado em diversos projetos de vídeo game, foi-lhe dada a oportunidade de aplicar os seus talentos aos desenhos animados para a internet, como em The God & Devil Show, Thugs on Film, e Like News, criados com o irreverente estilo da Mondo. Logo depois, ele passa a trabalhar em parceria com Rhode Montijo dando a nova vida para a nova série, Happy Tree Friends.
| “ | Foi muito fácil criar as idéias para os episódios dessas criaturas "fofinhas" e "amáveis", que sempre terminam metendo-se em situações horripilantes. | ” |

| “ | Divertimo-nos muito criando esse desenho animado e acredito que essa diversão extrapola para todos aqueles que assistem aos seus episódios. | ” |

| “ | O que tentamos fazer, basicamente, é fazer-nos rir e se conseguimos rir de nossas idéias ridículas.. Então sabemos que pelo menos alguém mais pode achá-las engraçadas também! | ” |

Kenn ainda pode ser encontrado assistindo desenhos aos sábados de manhã, jogando video games, lendo gibis e rabiscando idéias. Não mudou muita coisa desde os seus tempos de criança, exceto que agora, Kenn cria alguns dos desenhos animados que ele tanto gosta de assistir.